# Јован Новичић
Јован (Вукашина) Новичић (Дегрмен, 1884 - Дегрмен, 1944) био је српски поручник. Двоструки је носилац Карађорђеве звезде са мачевима.

## Биографија
Рођен је 1884. године у Дегрмену, косанички срез, од оца Вукашина и мајке Јелене. После одслужења војног рока, као отресит и добар војник остао је у војсци на сталној служби као подофицир. Због изузетне храбрости коју је показао у ратовима унапређен је у прво у потпоручника а затим у чин поручника. Командовао је водом и четом у Гвозденом пуку. Био је познат као храбар јуришник и у борбама је 12 пута рањаван. О његовом јунаштву, као и о јунаштву његовог брата Милоша, певало се уз гусле по целом Топличком округу.
Као ратни инвалид пензионисан је 22.07.1922. године и касније унапређен је у чин резервног капетана 1.класе. После пензионисања живео је свом Дегрмену, где је од последица вишеструког рањавања умро 1944. године. За изузетну храброст одликован је са два официрска ордена КЗ са мачевима, са три Златне медаље за храброст, руским орденом св.Ђорђа 3.степена, француским орденом Легије части, орденом св.Саве, Златном медаљом за ревносну службу итд.